# نینا کارین مونسن
نینا کارین مونسن (انگلیسی: Nina Karin Monsen؛ زادهٔ ۲۹ مهٔ ۱۹۴۳ ‏(۸۱ سال)) فیلسوف، پدیدآور، و نویسنده اهل نروژ است.